# Mlecz zwyczajny
Mlecz zwyczajny, mlecz warzywny (Sonchus oleraceus L.) – gatunek roślin należący do rodziny astrowatych (Asteraceae).

## Zasięg występowania
Dawniej jego obszar występowania obejmował Afrykę Północną i Makaronezję, Europę i znaczną część Azji. Jako gatunek zawleczony rozprzestrzenił się szeroko nie tylko na inne regiony Afryki i Azji, ale także na inne kontynenty i wyspy. Obecnie jest gatunkiem kosmopolitycznym; poza Antarktydą występuje na wszystkich kontynentach i licznych wyspach. Na półkuli południowej sięga po południowe krańce Ameryki Południowej, na północy po Alaskę, Grenlandię. Islandię i Półwysep Skandynawski. 
Pierwotnie był to gatunek zachodnio-śródziemnomorsko-atlantycki i występował nad brzegami mórz. W Europie rozprzestrzenił się już w neolicie i jest archeofitem. W Polsce najstarsze jego znaleziska pochodzą ze średniowiecza i również ma status archeofita. Obecnie jest bardzo pospolity w całym kraju. W górach sięga tak wysoko jak uprawy.

## Morfologia
ŁodygaOsiąga wysokość do 1,2 m, jest wzniesiona, pusta w środku, o powierzchni kreskowanej, zielonej i miejscami fioletowo nabiegłej. W dolnej części naga, w górnej gruczołowato owłosiona. Zawiera sok mleczny.
LiścieDolne wyrastają na szeroko oskrzydlonym ogonku, Są pierzastodzielne, o strzałkowatej nasadzie i trójkątnym odcinku szczytowym. Górne są siedzące i przeważnie niepodzielone. Blaszka ma brzegi delikatnie, kolczasto ząbkowane i również zawiera sok mleczny.
KwiatyJasnożółte, zebrane w nieliczne koszyczki wyrastające na krótkich szypułkach. Wszystkie kwiaty w koszyczku to obupłciowe  kwiaty języczkowe o barwie od jasnożółtej do brunatnożółtej.
OwocSpłaszczona niełupka  posiadająca na powierzchni 1-5 (najczęściej 3) poprzecznie zmarszczone żeberka i wyposażona w biały puch kielichowy, składający się z nierozgałęzionych włosków. Na jednej roślinie powstaje do 4700 nasion, ale w skrajnych przypadkach roślina może ich wytworzyć nawet 100 000.

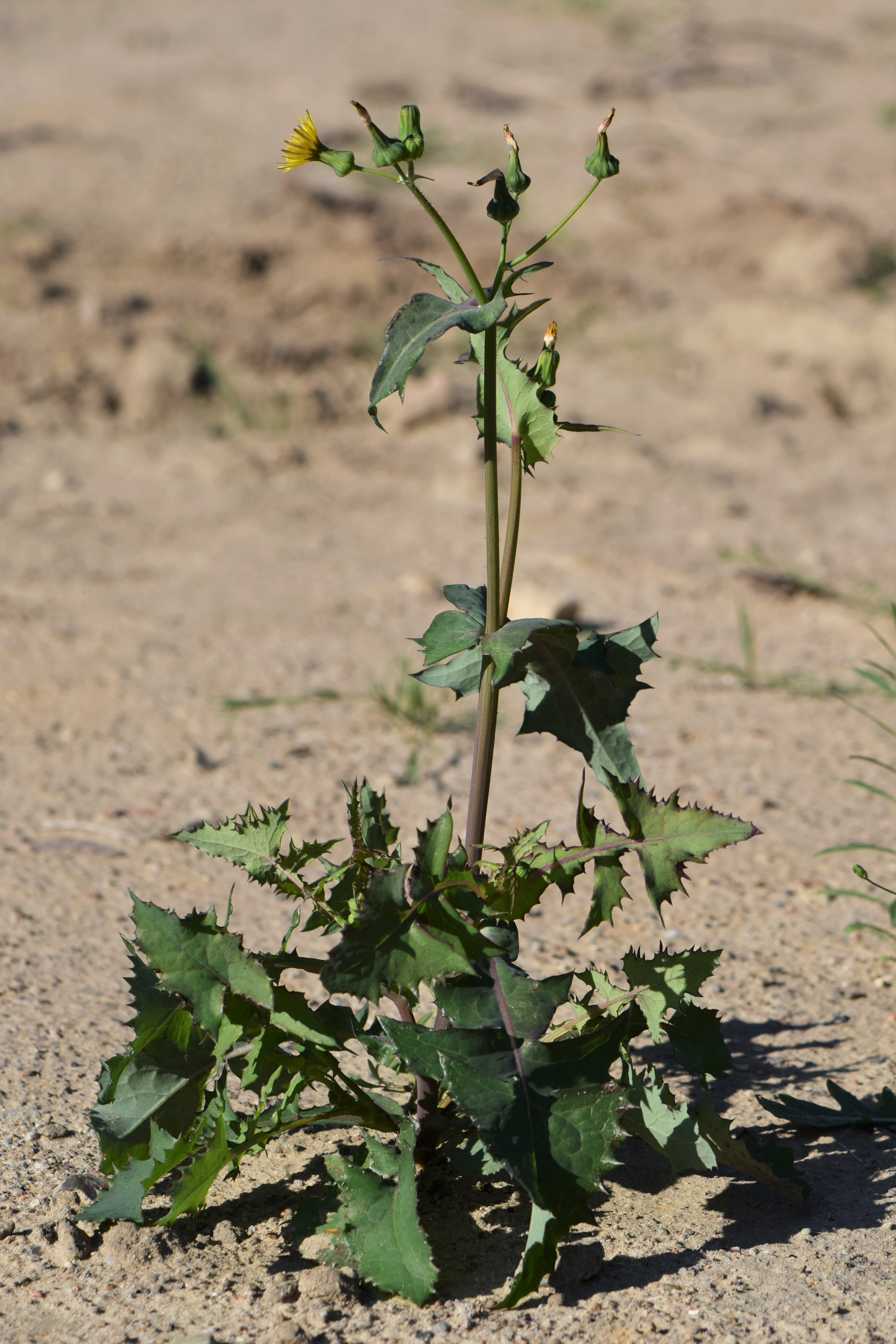
Pokrój
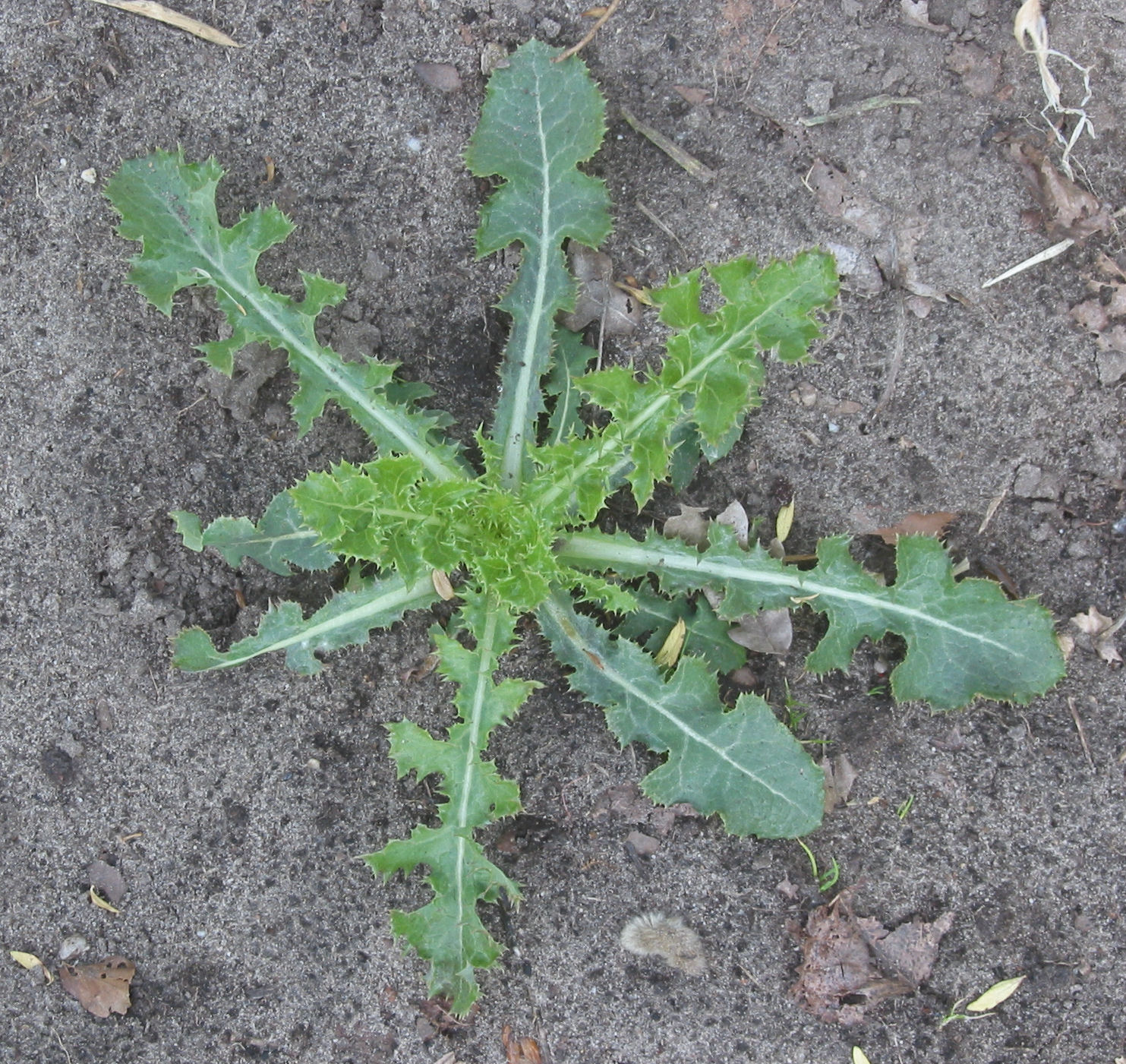
Liście
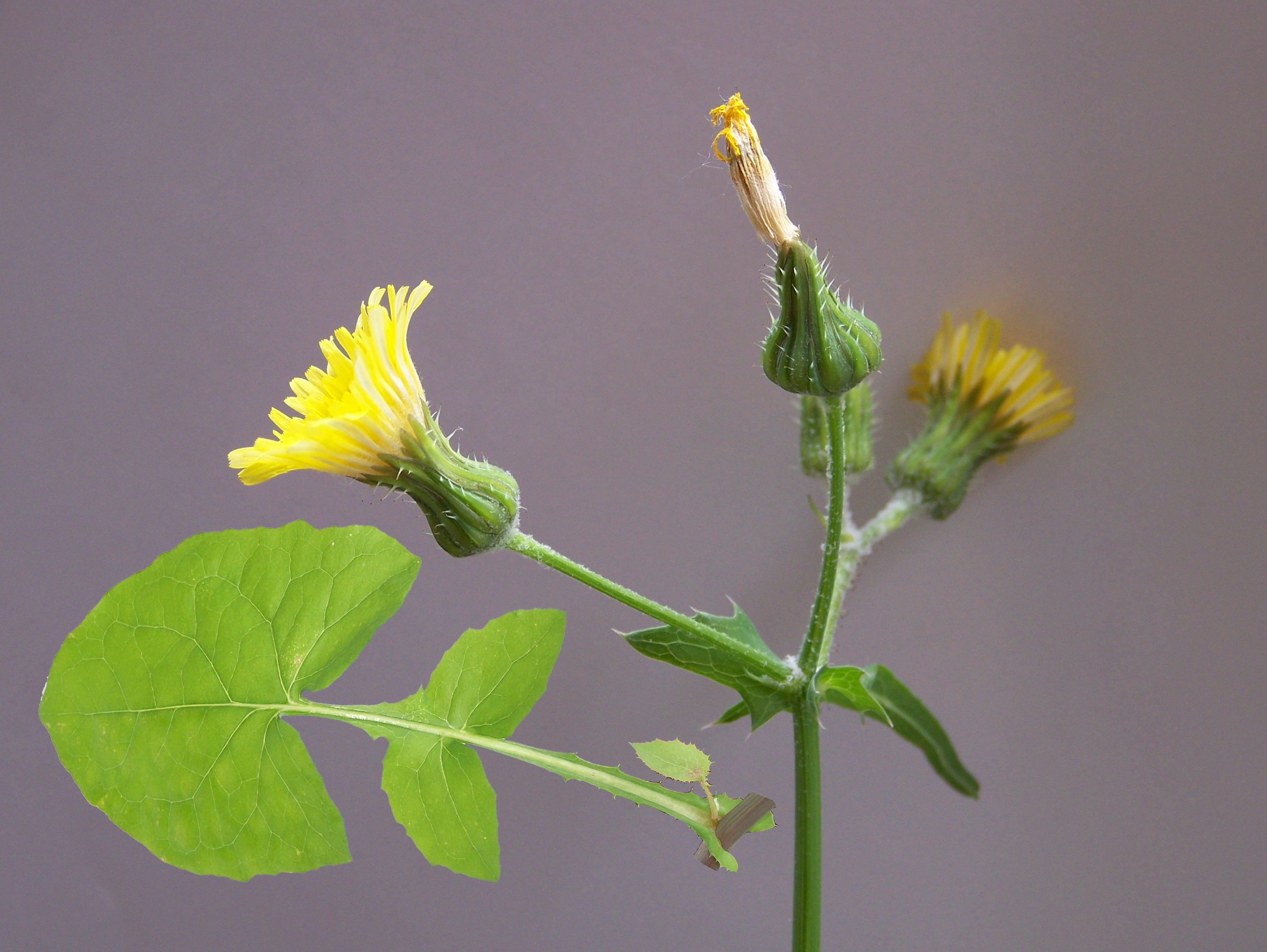
Kwiatostany
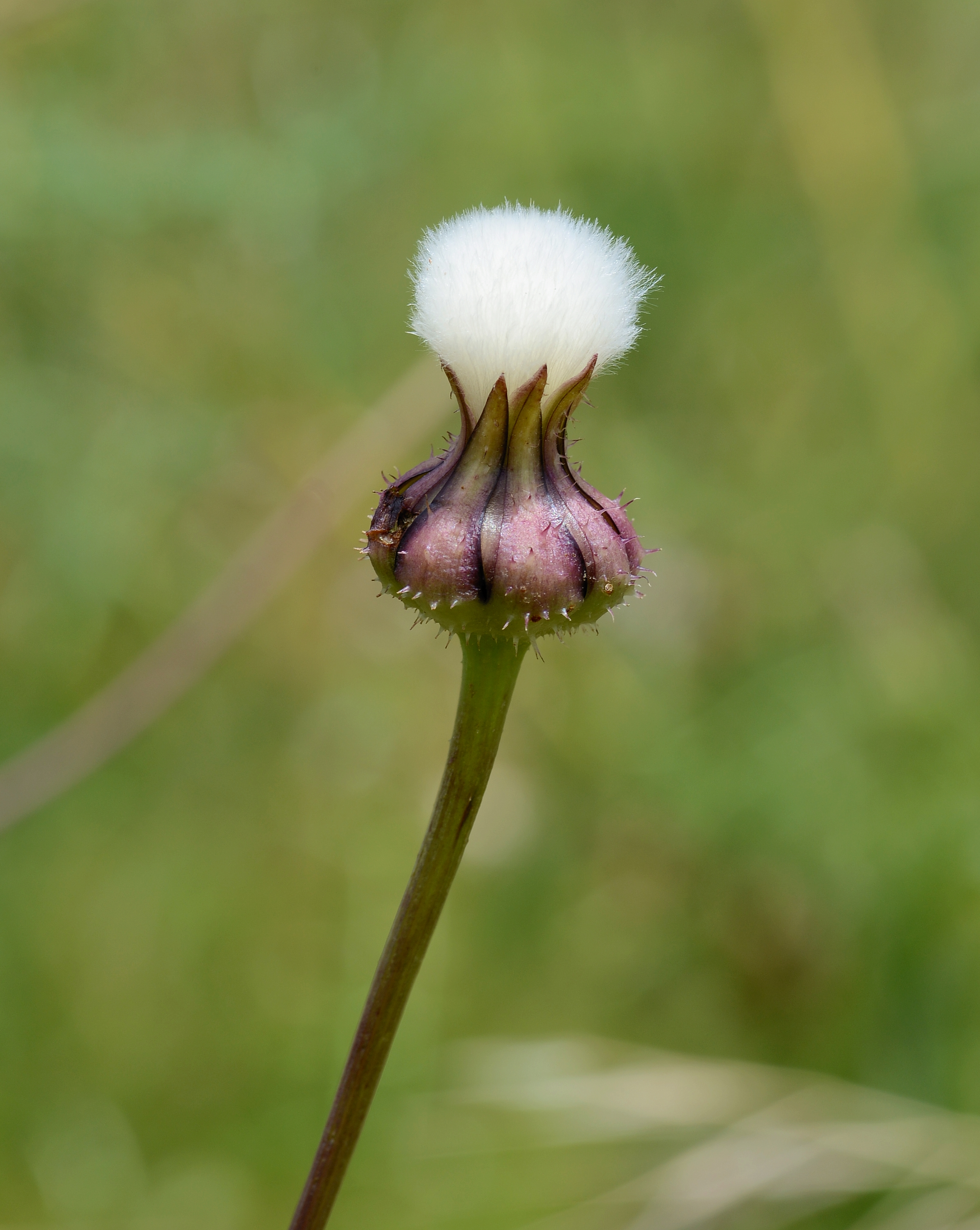
Owoce

## Biologia i ekologia
RozwójRoślina jednoroczna. Kwitnie od czerwca do września. Kwiaty przedprątne, zapylane przez muchówki.
SiedliskoW Polsce jest rośliną siedlisk ruderalnych i segetalnych. Rośnie na wysypiskach, przy drogach, na nieużytkach i zrębach. Jest chwastem występującym szczególnie w uprawach roślin okopowych, zbóż i kukurydzy, roślin strączkowych. Preferuje gleby wilgotne, piaszczyste lub gliniaste i bogate w azot.
FitosocjologiaW klasyfikacji zbiorowisk roślinnych gatunek charakterystyczny dla związku (All.) Polygono-Chenopodion i Ass. Chenopodio-Atriplicetum.
Oddziaływania międzygatunkoweNa mleczu zwyczajnym pasożytują niektóre gatunki grzybów i organizmów grzybopodobnych: Alternaria sonchi, Ascochyta sonchi, Bremia lactucae, Coleosporium tussilaginis,  Golovinomyces cichoracearum, Peristemma pseudosphaeria, Spermosporina sonchi-oleracei.
GenetykaLiczba chromosomów 2n = 32.
FitochemiaRoślina zawiera śladowe ilości alkaloidów, mogące działać na ośrodkowy układ nerwowy w przypadku spożycia. Wrażliwe na nie są owce, w mniejszym stopniu bydło.

## Zastosowanie
- Młode liście dawniej były zjadane, zarówno po przeróbce, jak i na surowo[7]. Jadalne są także gotowane korzenie. Zarówno liście, jak i korzenie w smaku są gorzkawe. Były zjadane, przeważnie po ugotowaniu, przez niektóre plemiona Indian Ameryki Północnej (m.in. przez plemię Pima). Większe ilości mogą być jednak trujące[14].
- Według S. Maillata i J. Maillata mlecz zwyczajny był jednym z rodzajów gorzkich ziół, które Żydzi spożywali w okresie Paschy[15].